# Donnaldsoncythere tuberosa
Donnaldsoncythere tuberosa är en kräftdjursart som först beskrevs av C. W. Hart och Hobbs 1961.  Donnaldsoncythere tuberosa ingår i släktet Donnaldsoncythere och familjen Entocytheridae. Inga underarter finns listade i Catalogue of Life.